# Humphrey Bogart
Humphrey DeForest Bogart (25. prosince 1899 New York – 14. ledna 1957 Los Angeles) byl americký filmový a divadelní herec.

## Životopis
Narodil se v zajištěné rodině jako nejstarší ze třech dětí. Jeho otec, Belmont DeForest Bogart, byl chirurg a jeho matka, Maud Humphreyová, byla úspěšná ilustrátorka. Rodiče jej poslali studovat na soukromé školy a doufali, že půjde studovat na Yale. V roce 1918 byl ale vyloučen z prestižní univerzitní přípravky Phillips Academy. Do konce první světové války sloužil u námořnictva. Poté začal hrát divadlo na Broadway a dostával menší role u filmu. Zlom přišel v roce 1936, kdy získal roli gangstera ve filmu Zkamenělý les. Následovalo mnoho snímků mezi nimiž nejvýznamnější jsou filmy režírované Johnem Hustonem. Spolupráce s tímto režisérem mu přinesla v roce 1951 jeho jediného Oscara za film Africká královna, kde hrál po boku Katharine Hepburnové. Kultovním se stal také film Casablanca, ve kterém ztvárnil cynického antihrdinu, schopného vykonat správný čin v pravou chvíli.
Byl čtyřikrát ženatý, ale až poslední manželství s herečkou Lauren Bacallovou, kterou poznal při natáčení filmu Mít a nemít, bylo šťastné. Zemřel v roce 1957 na rakovinu jícnu.

## Filmografie (výběrová)
- Zkamenělý les (The Petrified Forest), r. Archie Mayo, 1936
- V newyorském přístavu (Dead End), r. William Wyler, 1937
- Maltézský sokol (The Maltese Falcon), r. John Huston, 1941
- Dobrodružství v Panamě (Across the Pacific), r. J. Huston, 1942
- Casablanca (Casablanca), r. Michael Curtiz, 1942
- Mít a nemít (To Have and Have Not), r. Howard Hawks, 1944
- Hluboký spánek (The Big Sleep), r. H. Hawks, 1946
- Poklad na Sierra Madre (The Treasure of the Sierra Madre), r. J. Huston, 1948
- Key Largo (Key Largo), r. John Huston, 1948
- Chain Lightning r. Stuart Heisler, 1950
- Africká královna (The African Queen), r. J. Huston, 1951
- Vzpoura na lodi Caine (The Caine Mutiny), r. Edward Dmytryk, 1954
- Sabrina (Sabrina), Billy Wilder, 1954
- Po levici Boha Otce (The Left Hand of God), r. E. Dmytryk, 1955
- Tím hůř, když padnou (The Harder They Fall), r. Mark Robson, 1956